# (38001) 1998 KM37
1998 KM37 (asteroide 38001) é um asteroide da cintura principal. Possui uma excentricidade de 0.24544730 e uma inclinação de 3.85457º.
Este asteroide foi descoberto no dia 22 de maio de 1998 por LINEAR em Socorro.